# Corswant

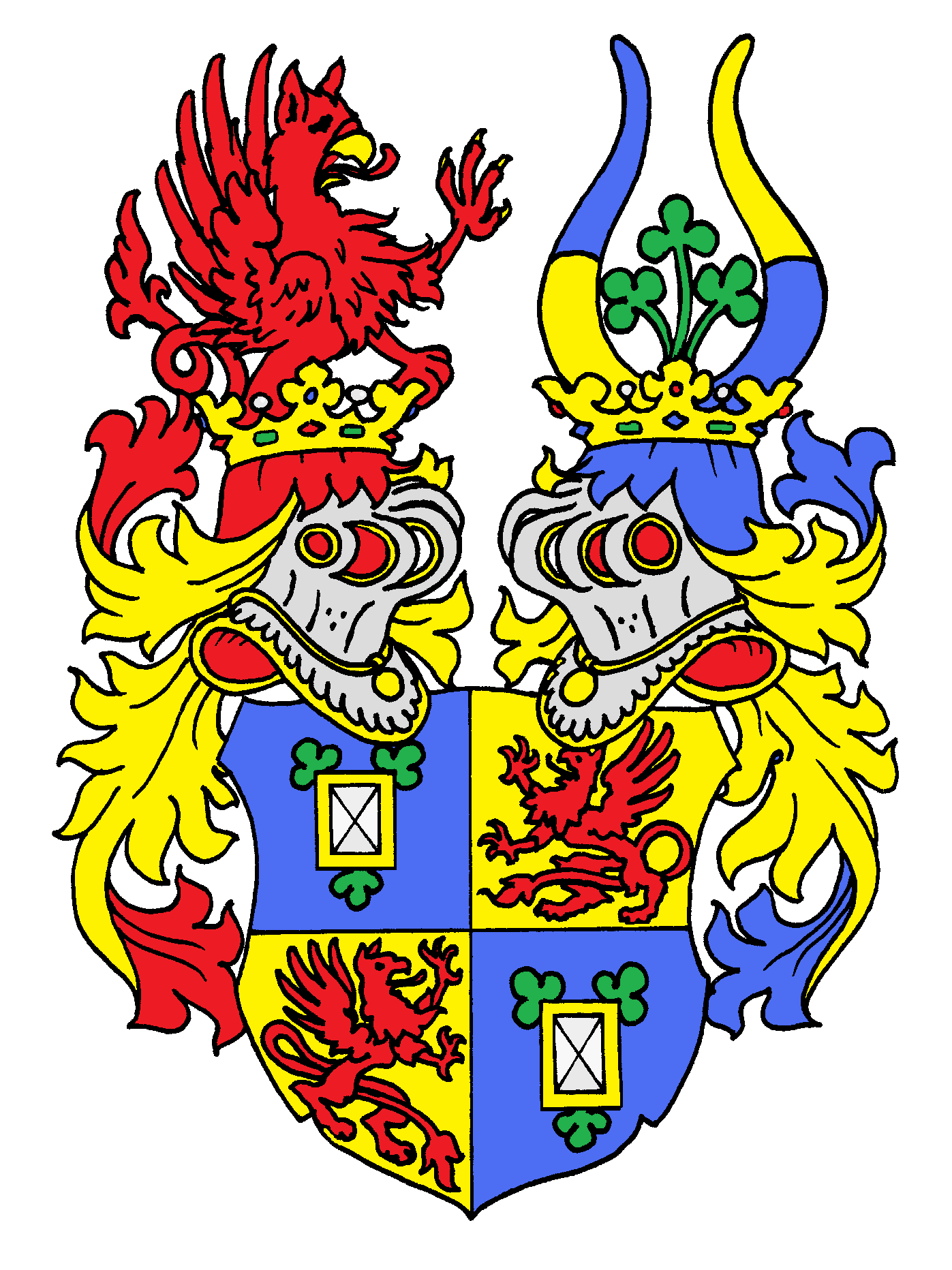
Wappen derer von Corswant

Corswant, auch Corswandt, Plural seltener auch die Corswanten, ist der Name einer deutschen Adelsfamilie aus Vorpommern.

## Geschichte
Die Familie erscheint zuerst mit Nykolaus Kuriswantz, der im Jahre 1393 nach Greifswald kam. Mit Peter Corswant († 1507), Ratsherr in Greifswald und 1501 Beisitzer des dortigen Stadtgerichts, beginnt die ununterbrochene Stammreihe. Der Doktor beider Rechte Caspar Corswant (* 1634; † 1708), kurfürstlich brandenburgischer Regierungs- und Hofgerichtsrat im Herzogtum Hinterpommern und Fürstentum Kammin, und dessen Bruder Christoph Corswant († 1706), Bürgermeister von Greifswald wurden von Kaiser Leopold I. am 11. November 1698 in den erblichen Adelsstand erhoben. Die kaiserliche Nobilitierung wurde von König Friedrich I. als Kurfürst von Brandenburg am 18. Juli 1699 bestätigt.

## Besitzungen
Die Familie besaß Güter im Kreis Anklam – Kadow mit Pertinenz Gramzow von 1754 bis 1794.
Im Kreis Greifswald waren es Besitzungen mit Gribow (Gribow scheint fraglich), Kuntzow (von 1690 bis 1945), Neuendorf bei Gützkow – (Rittergut ohne Dominal) mit Lehnbrief von 1602 und 1705 bis 1865 (Ende Aufzeichnung) als Pertinenz zu Kuntzow.
1701 trat ein Corswant in den Besitz von Upatel – Landkreis Greifswald als Verpfändung bis 1805 ein. Bei einer geplanten Verlegung von schwedischen Grenzposten wurde 1729 für die Corswant der Besitz von Gut Owstin genannt, aber es war von 1660 bis 1813 an die Corswants verpfändet. Von 1748 bis 1767 war die Familie im Besitz des Schulzenhofes bei Gützkow, dann wurde der Besitz durch den schwedischen „König Friedrich I. höchstselbst am 6.7.1767 aufgelöst“ (Zitat Berghaus), obwohl der Vertrag bis 1782 lief. Auch in Seckeritz nahe Wolgast hatten sie von 1865 bis 1912 das Gut in Besitz. Ab 1724 wurde Otto von Corswant mit dem Besitz Pentin genannt, der Besitz wurde noch bis 1865 für die Corswant beurkundet. Schon ab 1690 waren die Corswant dann in Kuntzow begütert, bis 1945. Heinrich von Corswant machte es zu einem Fideikommiss. Letzter Besitzer der dortigen 487 ha war der bekannte Ex-Gauleiter der NSDAP (1925–1933) und Landrat (1936–1942) Walther von Corswant.
Seit 1833 waren die Corswant auch mehrfach im Kreis Usedom-Wollin begütert, und zwar auch in Krummin. In der dortigen Klosterkirche ist noch die Patronatsloge mit dem Wappen der Familie zu sehen, das bei der umfassenden Renovierung der Kirche angebracht wurde. Wie lange die Familie dort besitzlich war, ist ermittelbar anhand des 1939 letztmals publizierten Güter-Adressbuch für Pommern, die Aufzeichnungen weisen den Regierungsrat Dr. jur. Richard von Corswandt jun.-Kuntzow-Krummin als Eigentümer von 516 ha aus.

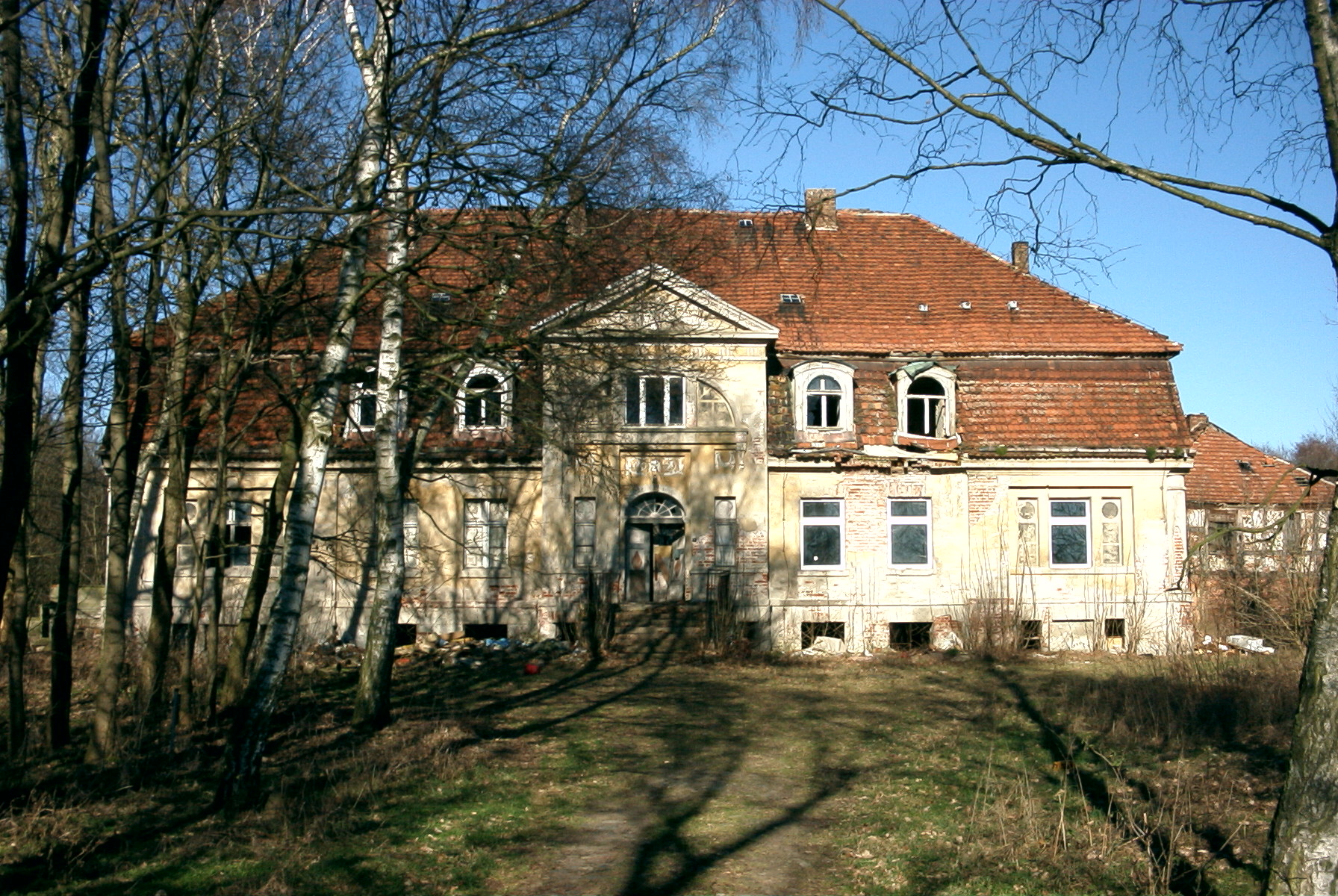
Gutshaus Kuntzow (1690–1945)
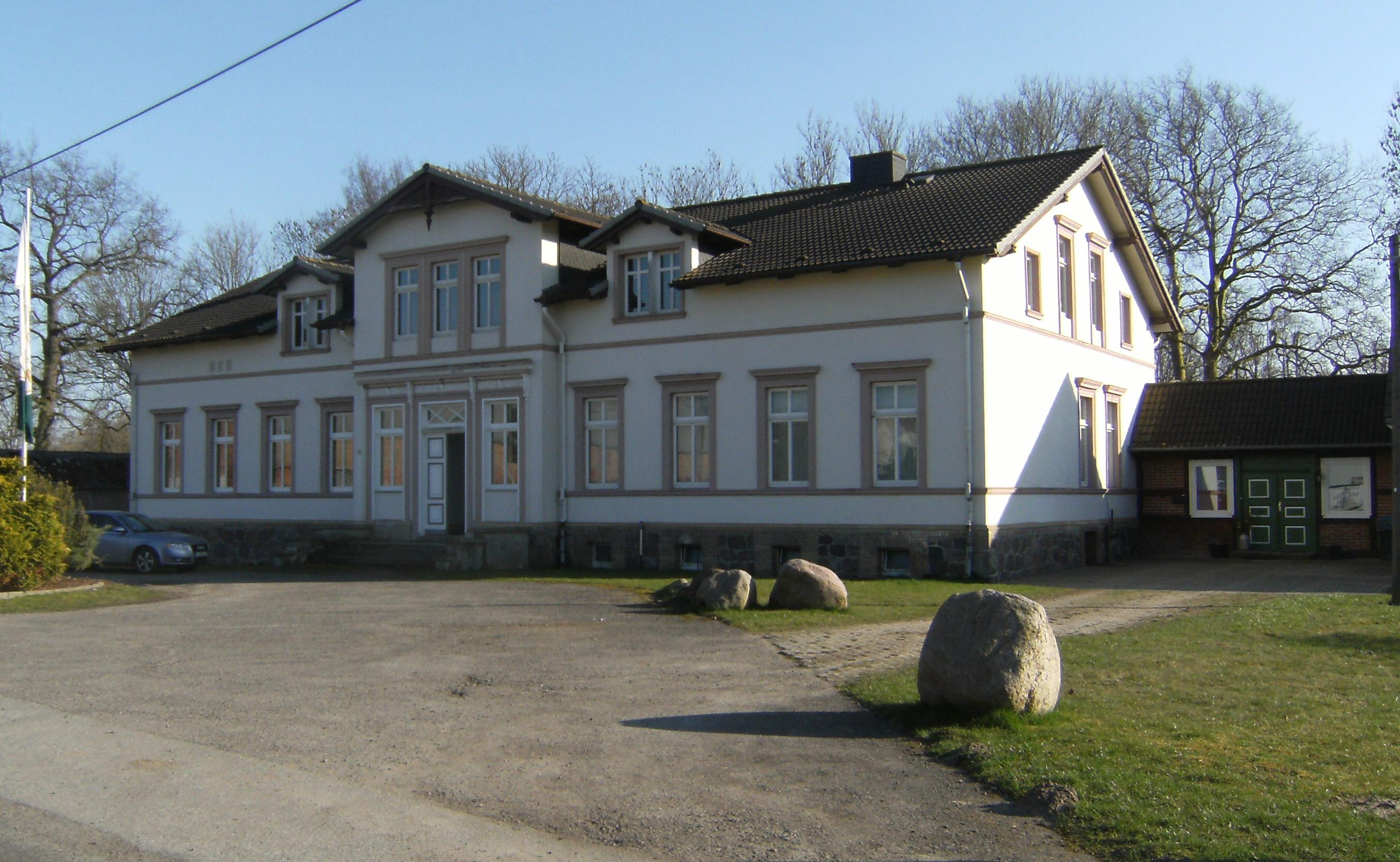
Gutshaus Neuendorf als Pertinenz zu Kuntzow (1602 – nach 1865)
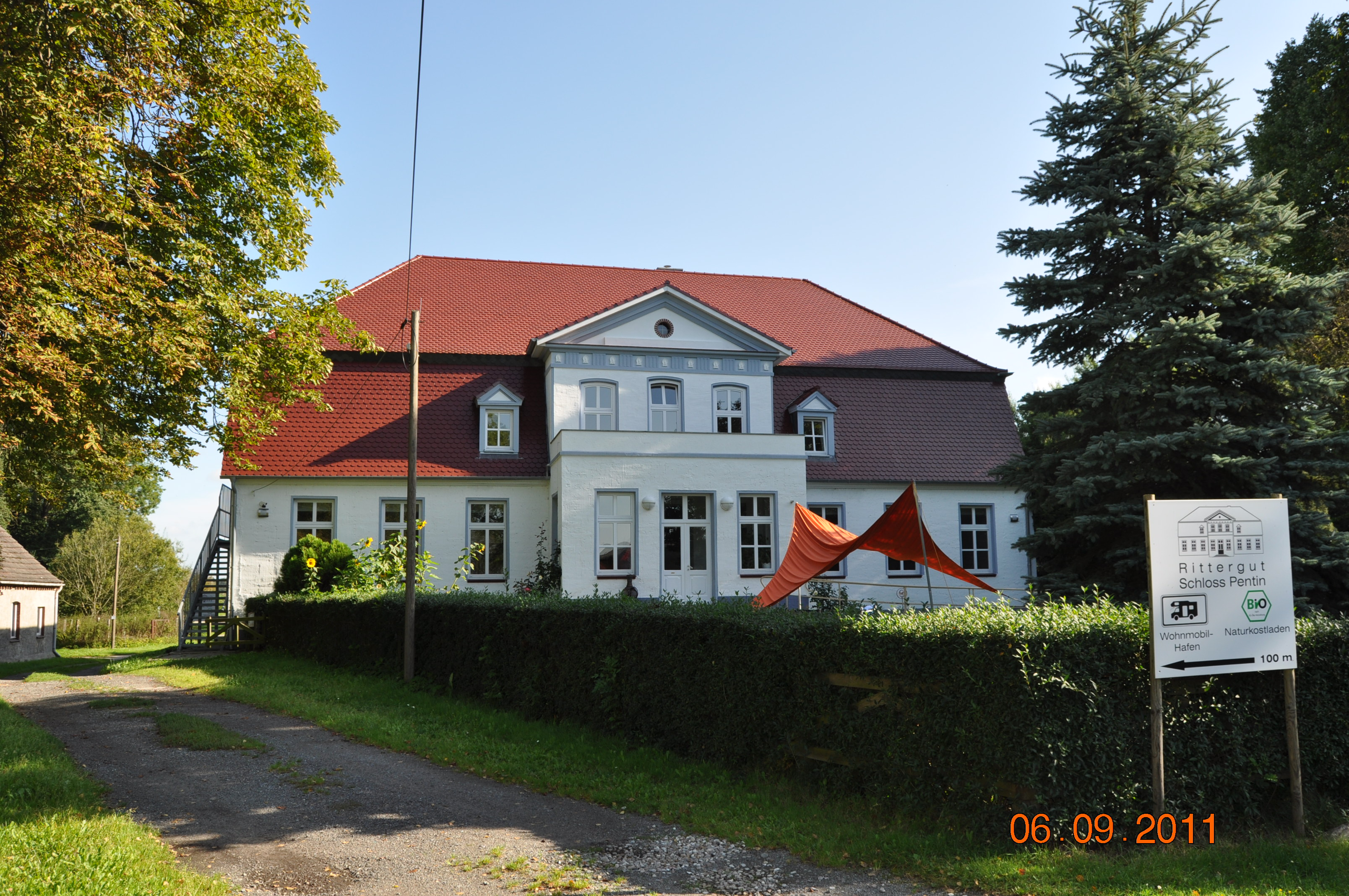
Gutshaus Pentin (1724 – nach 1865)
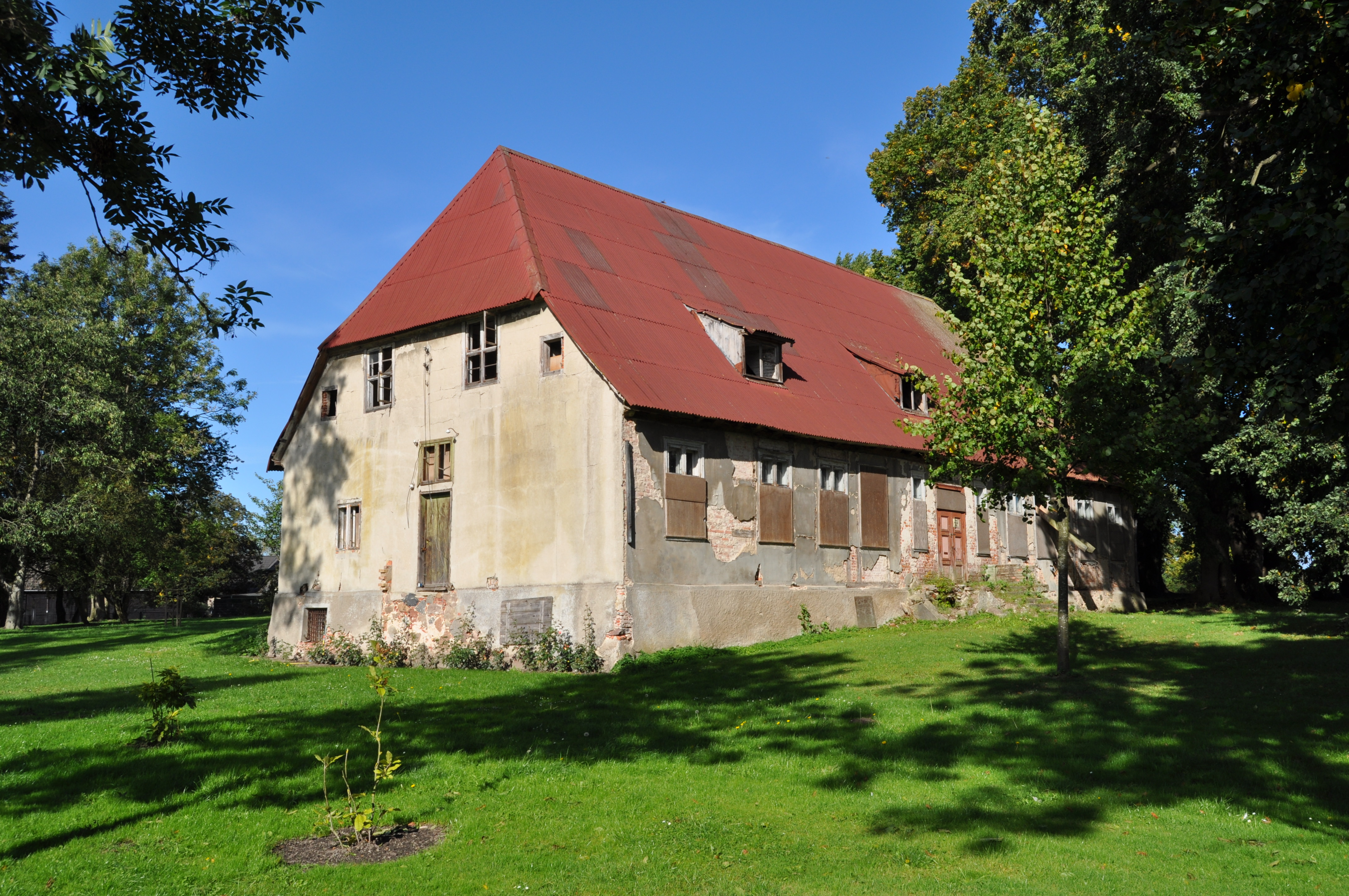
Gutshaus Owstin (1729–?)
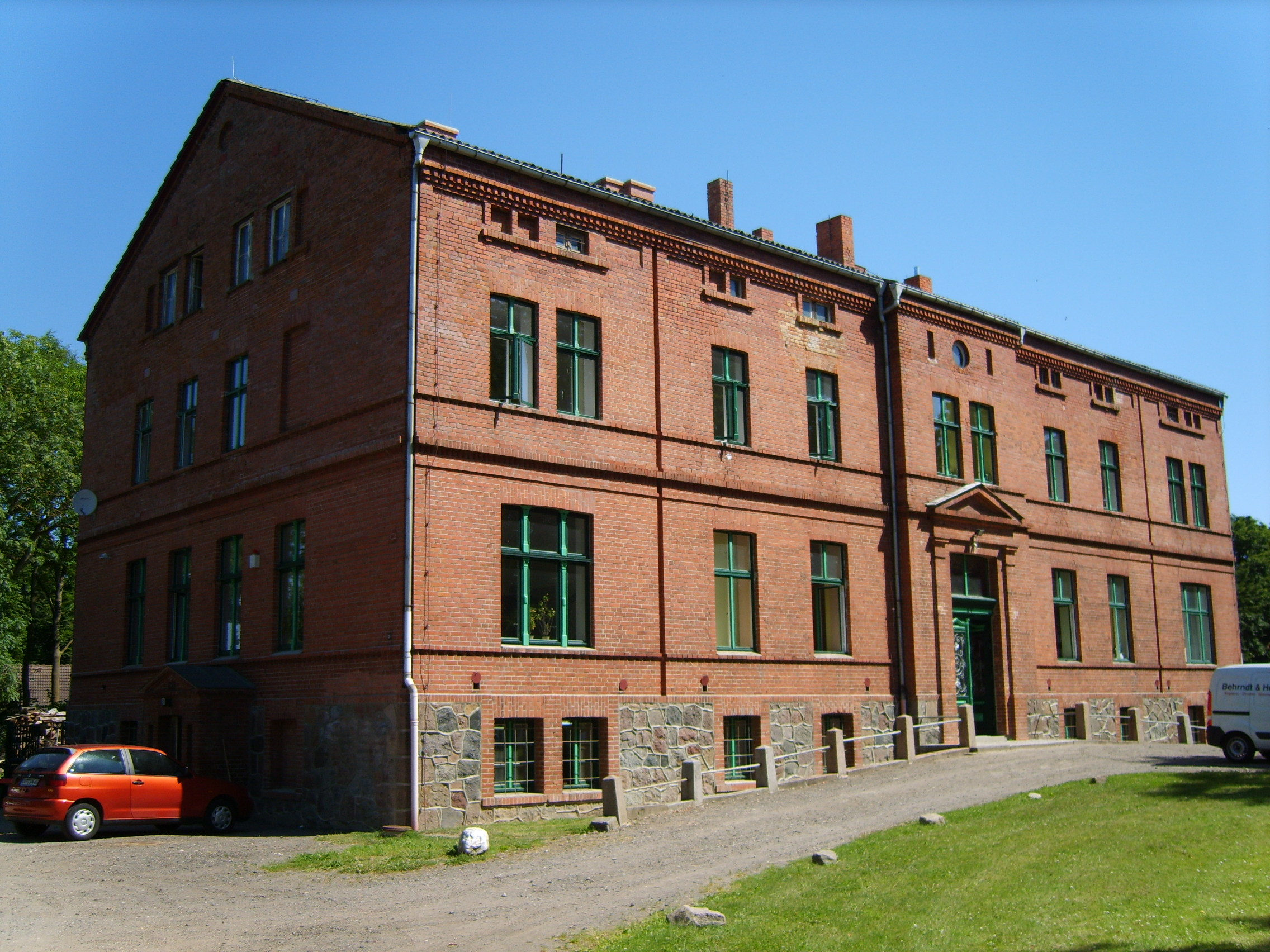
Gutshaus Gribow (?–?)

## Wappen

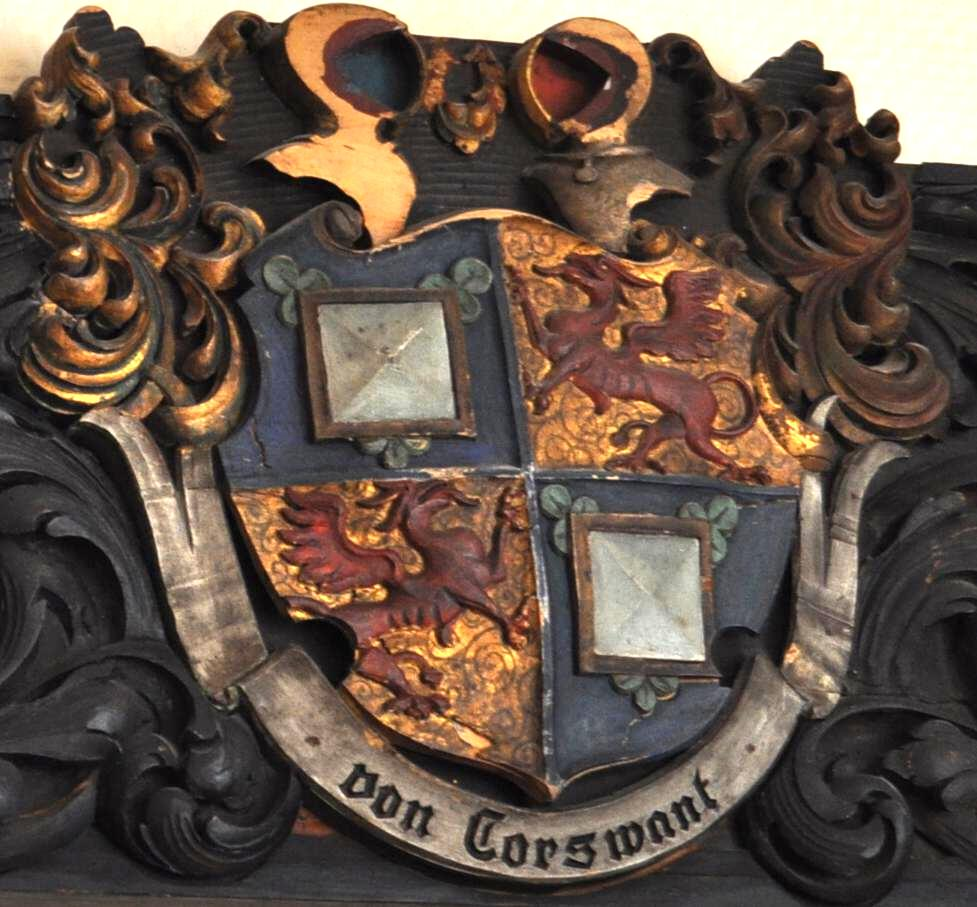
Wappen derer von Corswandt im Kreishaus Greifswald

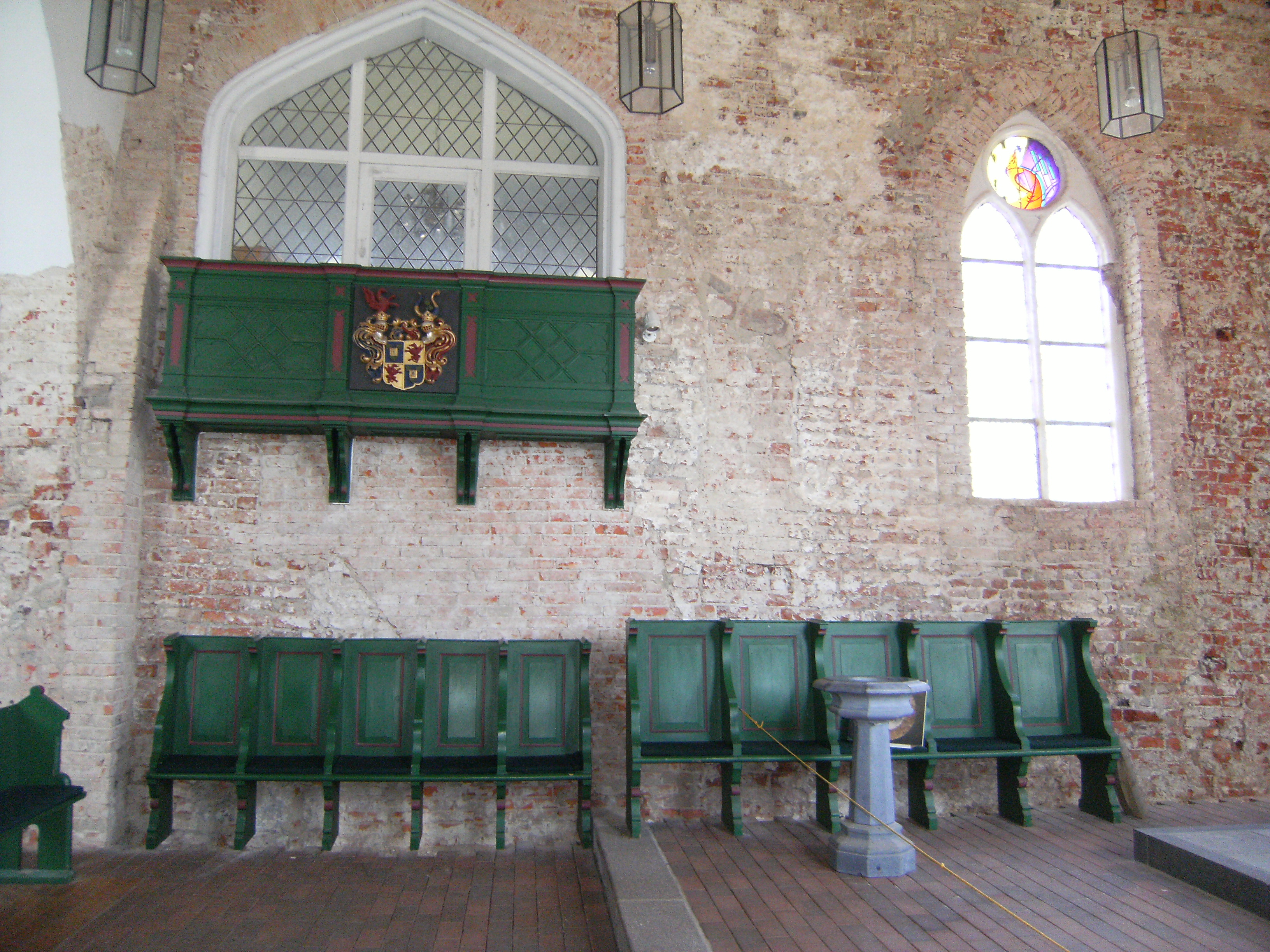
Patronatsloge mit Wappen Corswant in Krummin

Das Wappen von 1698 zeigt einen gevierten Schild: 1 und 4 in Blau ein rotes, mit schwebendem silbernen Schrägkreuz bezeichnetes Viereck (weißer Saphir), dessen goldener Rand oben an den beiden Ecken und unten in der Mitte mit je einem grünen Kleeblatt beseitet ist; 2 und 3 in Gold ein einwärtsgekehrter roter Greif. Darüber zwei gekrönte Helme: auf dem rechten mit rot-goldenen Decken der Greif wachsend, auf dem linken mit blau-goldenen Decken zwischen zwei von Blau und Gold übereck-geteilten Stierhörnern drei grüne Kleeblätter.

## Namensträger
- Peter Corswant II. 1545–1551 Bürgermeister von Greifswald[14]
- Peter Corswant III. 1587–1597 Bürgermeister von Greifswald[15]
- Georg Corswant 1603–1610 Bürgermeister von Greifswald
- Peter Corswant IV. 1636–1672 Bürgermeister von Greifswald
- Peter von Corswant V. († 1708), Hofgerichtsadvokat zu Wolgast[1]
- Caspar Corswant (* 1664; † 1713), Jurist und 1696–1698[16] Bürgermeister zu Stargard in Pommern[1]
- Caspar von Corswant (* 1634; † 1708), kurfürstlich brandenburgischer Regierungs- und Hofgerichtsrat im Herzogtum Hinterpommern und Fürstentum Kammin
- Christoph Ehrhardt von Corswant († 1706), 1695–1706 Bürgermeister von Greifswald[16]
- Friedrich Ludwig von Corswant, preußischer Leutnant[17]
- Karl Friedrich von Corswant (* 1754; † 1824), preußischer Generalleutnant[18]
- Richard von Corswant (1841–1904), deutscher Rittergutsbesitzer und Parlamentarier
- Elsa von Corswant (* 1875; † 1957), deutsche Malerin
- Walther von Corswant (* 1886; † 1942), deutscher Politiker (NSDAP)